# Santa Maria Madalena
Santa Maria Madalena est une municipalité brésilienne de l'État de Rio de Janeiro et la Microrégion de Santa Maria Madalena.